# هنري غيورنسي هابارد
هنري غيورنسي هابارد (بالإنجليزية: Henry Guernsey Hubbard)‏ هو عالم حشرات أمريكي، ولد في 1850، وتوفي في 1899.